# Кодажас

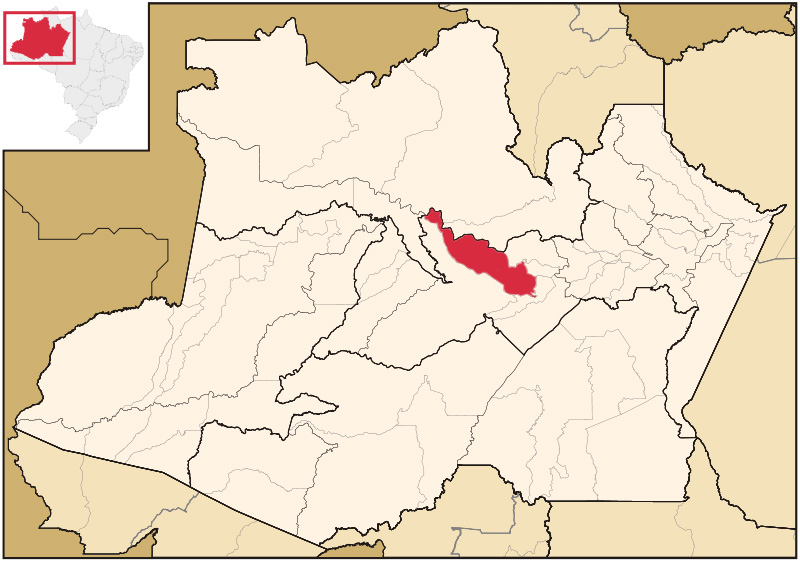
Кодажас на карте штата.

Кодажас (порт. Codajás) — муниципалитет в Бразилии, входит в штат Амазонас. Составная часть мезорегиона Центр штата Амазонас. Входит в экономико-статистический микрорегион Коари. Население составляет 23 206 человек на 2010 год. Занимает площадь 18 728,80 км². Плотность населения — 1,24 чел./км².

## История
Город основан в 1875 году.

## Границы
Муниципалитет граничит:
- на севере —  муниципалитет Барселус
- на северо-востоке —  муниципалитеты Нову-Айран, Каапиранга, Анаман
- на юго-востоке —  муниципалитет Анори
- на юго-западе —  муниципалитет Куари

## Демография
Согласно сведениям, собранным в ходе переписи 2010 г. Национальным институтом географии и статистики (IBGE), население муниципалитета составляет:
| Полное население                               | Полное население                               | Полное население                               | Полное население                               | 23 206 |
| ---------------------------------------------- | ---------------------------------------------- | ---------------------------------------------- | ---------------------------------------------- | ------ |
| в том числе:                                   | Городское население                            | 15 806                                         | Процент городского населения, %                | 68,11  |
|                                                | Сельское население                             | 7400                                           | Процент сельского населения, %                 | 31,89  |
|                                                | Мужское население                              | 12 107                                         | Процент мужского населения, %                  | 52,17  |
|                                                | Женское население                              | 11 099                                         | Процент женского населения, %                  | 47,83  |
| Плотность населения, чел/км²                   | Плотность населения, чел/км²                   | Плотность населения, чел/км²                   | Плотность населения, чел/км²                   | 1,24   |
| Население муниципалитета в % к населению штата | Население муниципалитета в % к населению штата | Население муниципалитета в % к населению штата | Население муниципалитета в % к населению штата | 0,67   |

По данным оценки 2015 года, население муниципалитета составляет 26 777 жителей.

## Административное деление
Муниципалитет состоит из 2 дистриктов:
| № | Наименование дистрикта | Наименование дистрикта (порт.) | Территория, км² | Население, чел.(2010) | Население, чел.(2010) | Население, чел.(2010) | Плотность, чел./км² | Код дистрикта |
| № | Наименование дистрикта | Наименование дистрикта (порт.) | Территория, км² | всего                 | городское             | сельское              | Плотность, чел./км² | Код дистрикта |
| 1 | Кодажас                | Codajás                        | 4404            | 20 526                | 15 462                | 5064                  | 4,66                | 130130805     |
| 2 | Бадажус                | Badajos                        | 14 325          | 2680                  | 344                   | 2336                  | 0,19                | 130130810     |

## Важнейшие населенные пункты
| № | Населённый пункт | Населённый пункт (порт.) | Категория | Население чел. (2010) | На карте                       |
| - | ---------------- | ------------------------ | --------- | --------------------- | ------------------------------ |
| 1 | Кодажас          | Codajás                  | город     | 15 462                | 3°50′26″ ю. ш. 62°03′42″ з. д. |
| 2 | Муритуба         | Murituba                 | поселок   | 574                   | 3°51′53″ ю. ш. 62°29′04″ з. д. |
| 3 | Бадажус          | Badajos                  | поселок   | 344                   | 3°25′08″ ю. ш. 62°40′39″ з. д. |